# Araneus guttatus
Araneus guttatus är en spindelart som först beskrevs av Eugen von Keyserling 1865.  Araneus guttatus ingår i släktet Araneus och familjen hjulspindlar. Inga underarter finns listade i Catalogue of Life.